# Saor Éire
Saor Éire (iriska för ett Fritt Irland) var en vänstergrupp formad av vänsteorienterade medlemmar från Irländska republikanska armén, IRA, som formades med stöd från IRAledningen. Bland dess grundare fanns Peadar O'Donnell, före detta redaktör på An Phoblacht och en ledande vänsterfigur inom IRA. Saor Èire beskrev sig själv som "en organisation av arbetare och arbetande bönder". Under 1967 grundades en paramilitärgrupp med samma namn men det finns inga kända kopplingar förutom ideologi mellan dessa organisationer.